# Cynanthus sordidus
Cynanthus sordidus е вид птица от семейство Колиброви (Trochilidae).

## Разпространение
Видът е разпространен в Мексико.